# كلاتة مير حسن
كلاتة مير حسن (بالفارسية: کلاته میرحسن) هي قرية تقع في قسم بالابند الريفي في إيران. يقدر عدد سكانها بـ 77 نسمة بحسب إحصاء 2016.